# ニニ・ロッソ
ニニ・ロッソ（Raffaele Celeste 'Nini' Rosso, 1926年9月19日 - 1994年10月5日）は、イタリア出身のミュージシャンでトランペット奏者、作曲家である。
ジャズ及びイージーリスニングのジャンルで活動し「トランペットの詩人」の愛称で親しまれた。
また、日本の上野管楽器製作所製ポケットトランペット「Cantabile」を愛用していたことでも知られる。

## 来歴
トリノ生まれ。ロッソの両親は彼を大学に行かせるが、19歳の時に生家を出てトランペットを学ぶ事を自ら選ぶ。後にナイトクラブで働いていたもののクラブは警察によって営業を停止させられてしまい生家に戻る事になるが、すぐに音楽家としてのキャリアを再開し、イタリアでは最も良く知られたジャズトランペッターとなり、1960年代に活動は最高潮に至る。
1962年にイギリスでレコーディングされた「さすらいのマーチ」は、ケン・ソーン（ケネス・ソーン、映画音楽作曲家でありスーパーマンIIなどが有名）率いるオーケストラにカバーされ、映画『前進か死か (Marcia O Crepa) 』テーマ曲に採用、ヒットする。この曲のロッソのオリジナルはイギリスとイタリアを拠点とするレコードレーベル Durium より間を置かずにリリースされるが、カバーバージョンよりも小さく穏やかな成功となった。
彼の世界的なヒット作「夜空のトランペット (Il silenzio) 」はイタリア、ドイツ、オーストリア、スイスでチャート1位の座を獲得し、100万枚以上を売り上げている。また、1960年代には俳優としても活動していた。
1967年以降は日本にたびたび来日するなど国内でも有名であり、日本の歌謡曲や軍歌をカバーした作品も残した。
1994年に肺がんにより死去。

## ディスコグラフィ

### シングル
| リリース年 | タイトル                            | 邦題                                       | 備考                                                                               |
| ---------- | ----------------------------------- | ------------------------------------------ | ---------------------------------------------------------------------------------- |
| 1961       | Ballata della tromba/Tempo d'estate | 夕焼けのトランペット(Ballata della tromba) |                                                                                    |
| 1961       | Evelyne/Quel vagabondo              | さすらいのトランペット(Quel vagabondo)     |                                                                                    |
| 1962       | Concerto disperato/I verdi anni     | さすらいのマーチ(Concerto disperato)       | 映画『前進か死か(Marcia O Crepa)』テーマ曲                                         |
| 1964       | Il silenzio/Ho bisogno di te        | 夜空のトランペット (Il silenzio)           | 最大のヒット曲                                                                     |
| 1966       | Concerto per un addio/Al mio amore  | 夜明けのトランペット(Al mio amore)         |                                                                                    |
| 1975       | Soleado                             | ソレアード                                 | 『ラジオ・チャリティー・ミュージックソン』テーマ曲（IBC岩手放送のみ）              |
| 1976       | Wednesday night                     | 水曜日の夜                                 | 日本テレビ『水曜ロードショー』テーマ曲                                             |
|            | Capriccio romantico                 | 夢のトランペット                           | 『ラジオ・チャリティー・ミュージックソン』テーマ曲（ニッポン放送・全国ネット部分） |

## 日本でのテレビ出演
- 第23回NHK紅白歌合戦（1972年12月31日、NHK）- フランク永井の伴奏（トランペット）